# Phytomyza tropica
Phytomyza tropica är en tvåvingeart som beskrevs av Spencer 1961. Phytomyza tropica ingår i släktet Phytomyza och familjen minerarflugor. Inga underarter finns listade i Catalogue of Life.